# 汉努·奥克萨宁
汉努·奥克萨宁（芬蘭語：Hannu Oksanen，1957年11月15日—），芬兰男子冰球运动员，场上位置是前锋。他曾代表芬兰国家队参加1984年冬季奥林匹克运动会冰球比赛，获得第六名。